# Gornji Vrh
Gornji Vrh je naselje v Občini Šmartno pri Litiji.